# Крапивниковые муравьеловки
Крапивниковые муравьеловки, или муравьиные крапивники (лат. Myrmotherula), — род птиц из семейства типичных муравьеловковых (Thamnophilidae).
На основании проведенного в 2006 году исследования архитектуры гнезд, пищедобывательного поведения и вокализации, несколько видов, ранее включенных в этот род, были переведены в новый род Epinecrophylla. Молекулярное филогенетическое исследование, опубликованное в 2012 году, обнаружило, что род Myrmotherula является полифилетическим. И два вида (Isleria guttata и Isleria hauxwelli) были переведены в новый род Isleria.
Дальнейшее исследование, опубликованное в 2014 году, подтвердило, что виды, оставшиеся в Myrmotherula, образовали парафилетическую группу с родами  Terenura, Formicivora, Stymphalornis and Myrmochanes.

## Список видов
В состав рода включают 25 видов:
- Myrmotherula ambigua — Желтогорлая крапивниковая муравьеловка
- Myrmotherula assimilis — Белоспинная крапивниковая муравьеловка
- Myrmotherula axillaris — Белобокая крапивниковая муравьеловка
- Myrmotherula behni — Черногрудая крапивниковая муравьеловка
- Myrmotherula brachyura — Карликовая крапивниковая муравьеловка
- Myrmotherula cherriei — Пестрогорлая крапивниковая муравьеловка
- Myrmotherula fluminensis
- Myrmotherula grisea — Пепельная крапивниковая муравьеловка
- Myrmotherula ignota
- Myrmotherula iheringi — Бразильская крапивниковая муравьеловка
- Myrmotherula klagesi — Крапивниковая муравьеловка Клейга
- Myrmotherula longicauda — Пёстрая крапивниковая муравьеловка
- Myrmotherula longipennis — Длиннокрылая крапивниковая муравьеловка
- Myrmotherula luctuosa
- Myrmotherula menetriesii — Пестрокрылая крапивниковая муравьеловка
- Myrmotherula minor — Малая крапивниковая муравьеловка
- Myrmotherula multostriata
- Myrmotherula pacifica
- Myrmotherula schisticolor — Темногрудая крапивниковая муравьеловка
- Myrmotherula sclateri — Крапивниковая муравьеловка
- Myrmotherula snowi
- Myrmotherula sunensis — Сунская крапивниковая муравьеловка
- Myrmotherula surinamensis — Полосатая крапивниковая муравьеловка, или полосатый муравьиный крапивник
- Myrmotherula unicolor — Одноцветная крапивниковая муравьеловка
- Myrmotherula urosticta — Белохвостая крапивниковая муравьеловка